# Park Narodowy Fulufjället

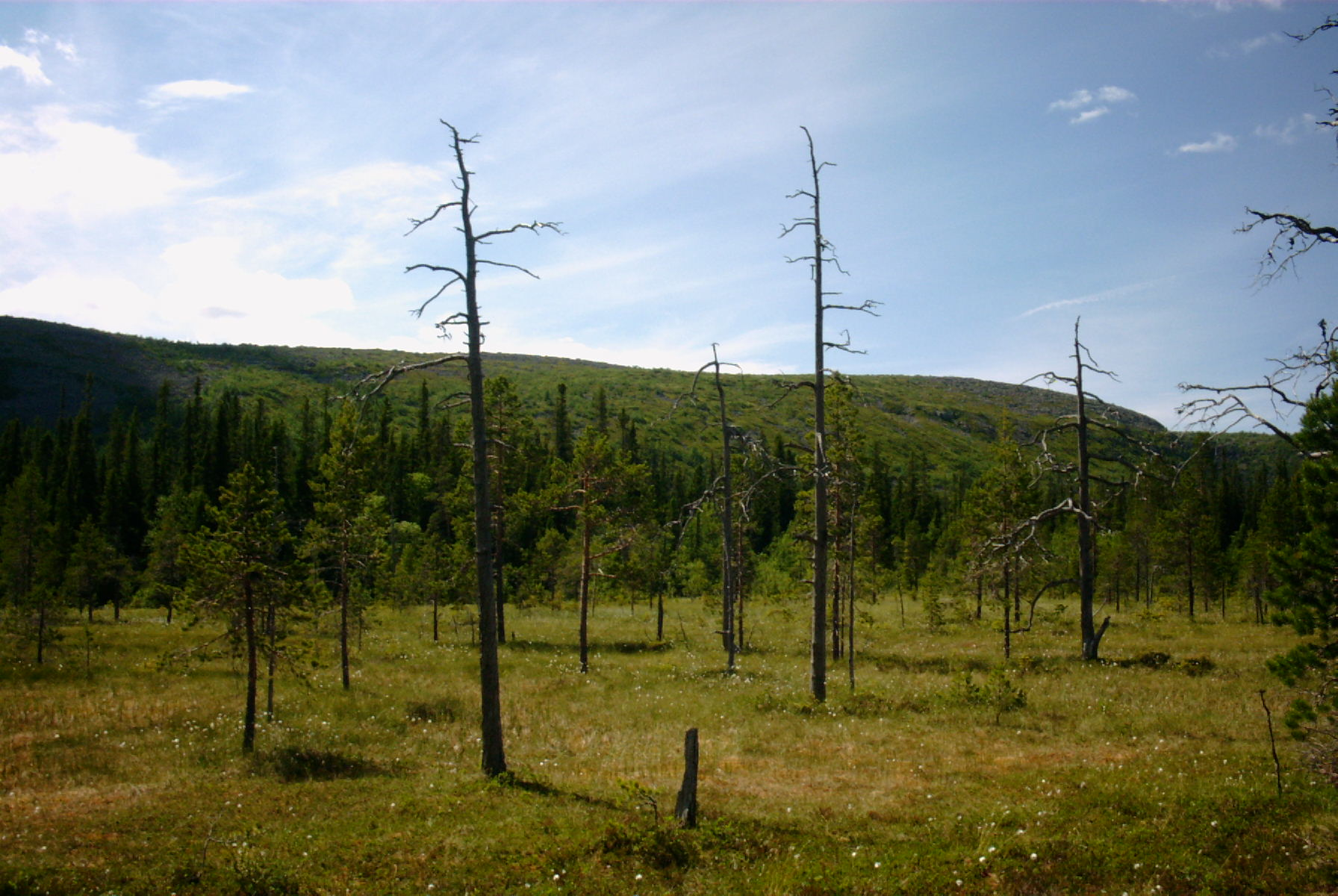
Park Narodowy Fulufjället

Park Narodowy Fulufjället (szw. Fulufjällets nationalpark) – park narodowy w Szwecji, położony na terenie gminy Älvdalen, w regionie Dalarna. Został utworzony w 2002 w celu ochrony szczytu Fulufjället (od którego wywodzi się nazwa parku) oraz otaczających go lasów. Ponadto na terenie parku znajduje się Njupeskär, najwyższy w Szwecji wodospad (93 m). Część granicy parku przebiega wzdłuż granicy państwowej z Norwegią.
Góra Fulufjället zbudowana jest głównie z piaskowców, które uformowały się około 900 milionów lat temu. Morskiego pochodzenia piaskowca dowodzą ripplemarki na niektórych głazach. Szczyt ma formę płaskowyżu wznoszącego się na 1042 m n.p.m. Dwie trzecie powierzchni parku stanowią nieporośnięte lasem stoki góry oraz wrzosowiska. Ponadto strumienie wycięły w stokach liczne głębokie kaniony. Na najwyżej położonych częściach góry można znaleźć różne formy rzeźby postglacjalnej – gleby poligonalne, tufury, jęzory soliflukcyjne, pierścienie kamieniste, kanały marginalne, rynny subglacjalne oraz terasy kemowe.

## Fauna
Największym ssakiem roślinożernym na terenie parku jest łoś (Alces alces). 
Ponadto w lasach i na wrzosowiskach parku można spotkać niedźwiedzie (Ursus arctos), które także zimują w gawrach na stokach góry Fulufjället. W 2006 zimowało tu dziesięć niedźwiedzi.
Nad licznymi strumieniami można często dostrzec bobry (Castor fiber), norki (Mustela lutreola) oraz wydry (Lutra lutra).
Na terenie parku spotyka się również liczne gatunki ptaków – jeden z nich, sójka syberyjska (Perisoreus infaustus), został uznany za symbol parku.

## Atrakcje

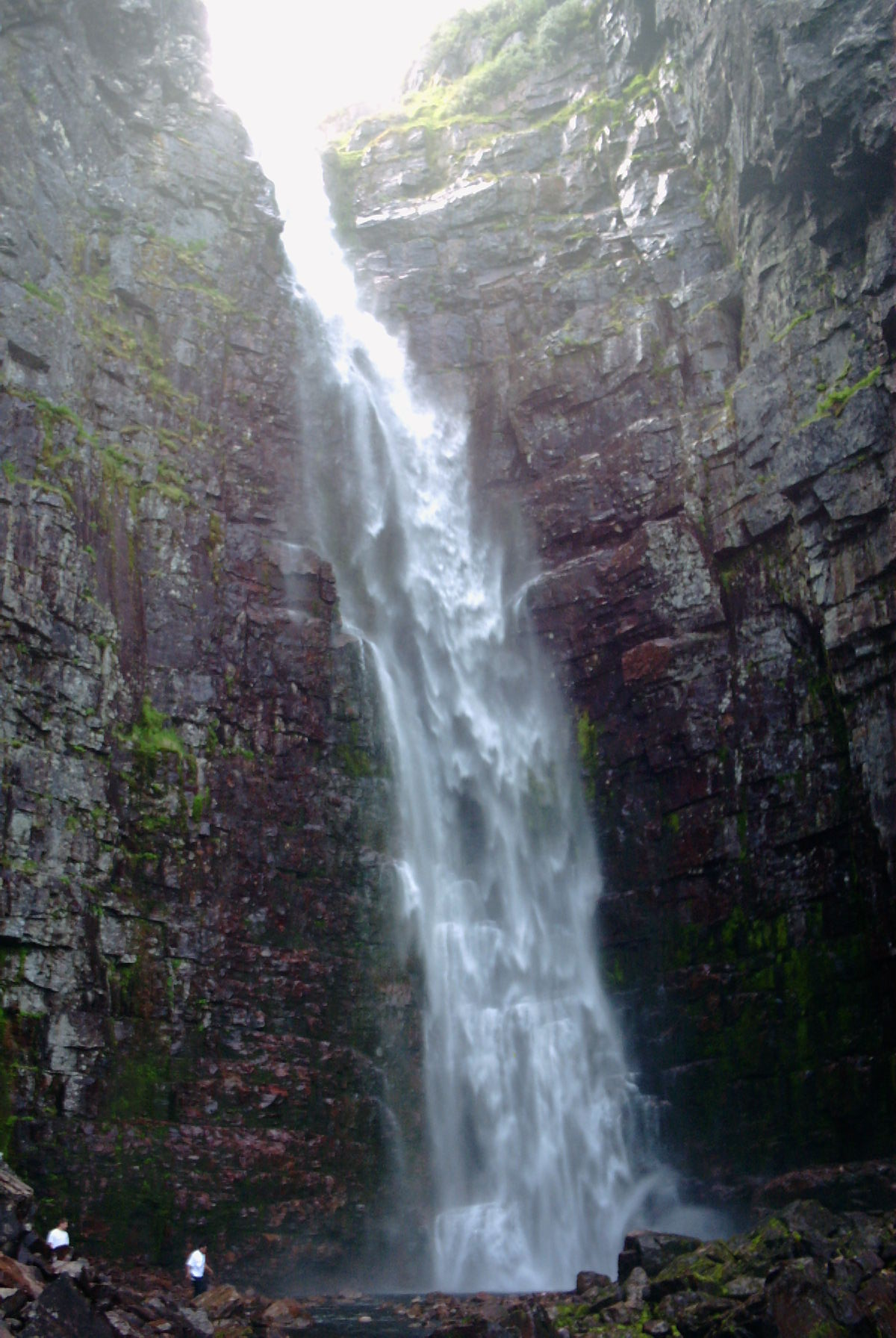
Wodospad Njupeskär

Jedną z największych atrakcji turystycznych parku jest wodospad Njupeskär, który całkowicie zamarza zimą. Na terenie Parku Narodowego Fulufjället nie występują renifery (Rangifer tarandus), dlatego dywan porostów pokrywający wyższe partie góry rośnie nienaruszony. 
Na terenie parku znajduje się także wąwóz rzeki Stora Göljån. 30 sierpnia 1997 około 400 mm deszczu spadło w ciągu jednego dnia. Woda całkowicie przekształciła wygląd wąwozu, przenosząc bloki skalne i całe drzewa, odsłaniając nowe skały. Obecnie teren podlega ochronie i jest jedną z atrakcji turystycznych.

## Położenie
Park leży 20 km na zachód od wsi Särna. W pobliżu wejścia na teren parku znajduje się kawiarnia i punkt informacyjny. Nad jeziorami Rörsjö w północnej części parku znajdują się chaty udostępnione turystom, łodzie oraz wyposażenie dla wędkarzy chcących łowić pstrągi.
Na terenie parku wytyczono 140 km szlaków turystycznych.